# Venebrugge (havezate)
Venebrugge is een havezate en voormalige bergvrede in de Nederlandse buurtschap Venebrugge, provincie Overijssel. Het huidige gebouw is een rijksmonument.

## Geschiedenis
De oudste vermelding van Venebrugge dateert uit 1418. In dat jaar liet de bisschop van Utrecht een inventaris opstellen van de aanwezige huisraad.

### Bergvrede
Oorspronkelijk was Venebrugge een bergvrede van de bisschop van Utrecht. Hij liet het verdedigingswerk beheren door een kastelein. De handelsroute van de IJssel naar Westfalen ging via Venebrugge. In 1438 kreeg de stad Zwolle van bisschop Rudolf van Diepholt het recht toegekend dat alle goederen die via Venebrugge werden vervoerd, voortaan op de Zwolse markt moesten worden aangeboden.
In 1429 werd kastelein Frederik van Diffelen opgevolgd door Esken ten Veltcamp. Frederik van den Rutenberg werd in 1458 tot kastelein benoemd maar al een jaar later volgde zijn zoon Hake hem op.

### Erfleen
In 1485 kreeg Roelof van Schonekamp de functie van kastelein in handen, maar het geld dat voor het verkrijgen van de functie benodigd was had hij geleend van Jacob van Uterwijck. Omdat Roelof de schuld niet terugbetaalde, nam de bisschop de schuld over en benoemde uiteindelijk in 1493 schuldeiser Jacob van Uterwijck tot de nieuwe kastelein. Onder leiding van Jacob werd de inmiddels vervallen geraakte sterkte weer hersteld. In 1500 maakte bisschop Frederik van de Venebrugge een erfelijk leen, met Jacob als leenman, op voorwaarde dat de Venebrugge als open huis zou dienen voor de bisschop in tijden van oorlog. Jacob werd in 1525 wederom met de Venebrugge beleend, nu door de pas aangetreden bisschop Hendrik van Beieren.
Jacob werd in 1532 opgevolgd door zijn zoon Roelof. Diens broer Vincentius kocht de Venebrugge in 1554 van hem over, maar verkocht het huis in 1577 aan Robert van Ittersum. Roberts zoon Ernst zou de Venebrugge in 1596 verkopen aan Gerhard van Warmelo, drost van Salland.

### Van Welvelde

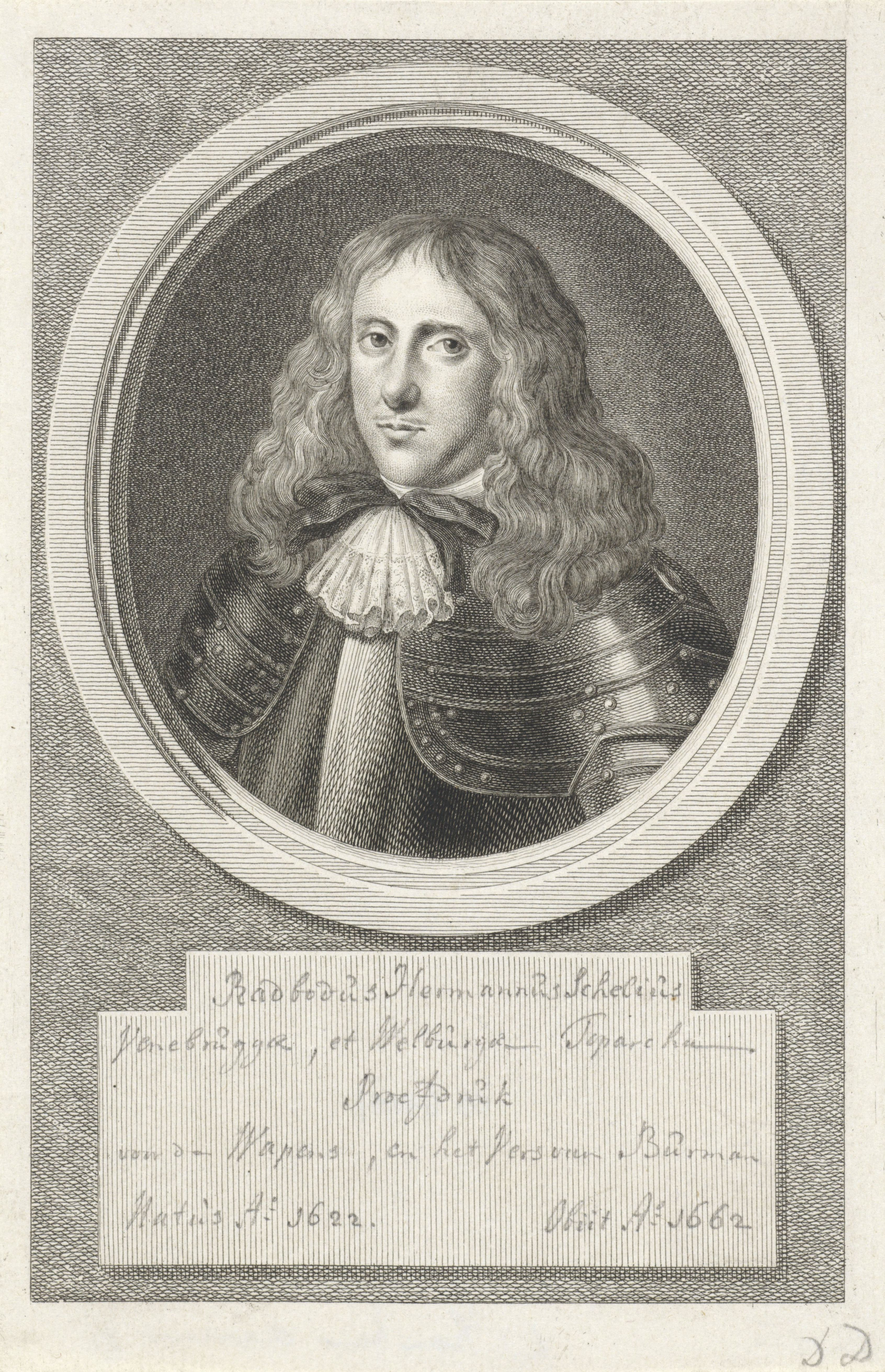
Rabo Herman Schele, eigenaar van Venebrugge

Gerhard van Warmelo was getrouwd met Judith Rengers. Het stel kreeg twee dochters en na het overlijden van Gerhard in 1610 kreeg de oudste dochter Barbara de havezate Venebrugge in bezit. Haar echtgenoot Jan van Welvelde trad in 1612 namens haar op bij het brengen van de leenhulde aan de leenheer, maar ook Seino Rengers werd met het huis beleend: waarschijnlijk was er onenigheid over de erfenis en claimden twee partijen de belening.
In 1614 werd de Venebrugge verkocht aan Sweder Schele tot Welvelde (1569-1639), die tevens de havezate Welvelde en het huis Welbergen bij Ochtrup bezat. Hij liet Venebrugge na aan zijn zoon Rabo Herman Schele (1622-1662), die dankzij dit bezit in 1647 lid kon worden van de ridderschap. Overigens bleek de havezate op dat moment weinig voor te stellen: niet alleen waren de versterkingen rondom het huis op verzoek van de Staten van Overijssel reeds afgebroken, ook het huis zelf bleek weinig uitstraling te hebben. Aan de toegang tot de ridderschap werd daarom de voorwaarde verbonden dat Rabo er een adellijk huis zou bouwen. Het is onbekend of hij daaraan gehoor heeft gegeven. De Venebrugge was overigens een achterleen, want Rabo was leenman van zijn eigen broer Gosen Heydentrijk Schele, die het huis weer in leen hield van het gewest Overijssel.
Twee jaar na Rabo's overlijden werd Gosens zoon Carl Otto (1635-1675) met de Venebrugge beleend. Er ontstonden problemen toen Carl Otto in 1675 kinderloos overleed: zijn weduwe probeerde het huis te verkopen maar dat leverde conflicten op met de erfgenamen in de familie Scheele. Uiteindelijk kregen Jan van Borne en Berend Hendriks in 1689 de Venebrugge in handen en werden door de leenkamer van Overijssel elk met de helft beleend.

### Gedeeld bezit
De Venebrugge bleef in de 18e eeuw verdeeld over twee families. Het gedeelte dat de familie Van Borne sinds 1689 in bezit had, vererfde in 1730 via Christina van Borne naar de familie Hoogklimmer, terwijl het andere deel in de familie Hendriks bleef. Deze laatste familie zou zich overigens sinds de aankoop in 1689 Venebrugge noemen en bewoonde ook daadwerkelijk zelf het huis.
Eind 18e eeuw werd het gedeeltelijke bezit van de Venebrugge te duur voor de familie Hoogklimmer. Ze woonden te ver weg van het goed en moesten daarom een rentmeester inhuren voor het dagelijks beheer. Dit deed Hendrik Hoogklimmer besluiten om in 1782 de helft van zijn aandeel te verkopen aan de familie Venebrugge; in 1799 verkocht hij de rest aan de weduwe van de rentmeester. Zij deed begin 19e eeuw haar aandeel weer over aan Carel Venebrugge, die hiermee het gehele goed in handen kreeg.
In de jaren 1799-1800 liet de Bataafse Republiek een verdedigingslinie aanleggen aan de oostzijde van de Venebrugge.

### Verkoop
Carel Venebrugge overleed in 1827 en liet de Venebrugge na aan zijn kinderen. In 1833 brandde het huis af, waarna herbouw volgde; de naastgelegen boerderij was overigens gespaard gebleven. Uiteindelijk lieten de nazaten in 1860 het goed publiekelijk veilen en landbouwer Seine Ymhof werd de nieuwe eigenaar. Hij liet de Venebrugge na aan zijn kinderen die in 1893 het goed verdeelden, waarbij het huis bij dochter Frederika en haar man Roelof Altena terecht kwam. 

## Bouwhistorie
De Venebrugge was in de middeleeuwen waarschijnlijk een verdedigbare toren.
In 1626 verzochten de Staten van Overijssel aan de stadhouder om de dure versterkingen bij de Venebrugge te mogen afbreken. Dit is in ieder geval vóór 1647 gedaan. Het op dat moment aanwezige woonhuis had weinig aanzien als adellijk huis, want de eigenaar werd verzocht om een aanzienlijker woning te bouwen. 
Ondanks dat de Venebrugge in 1689 dus zeker geen versterking meer was, sprak de belening van dat jaar nog steeds over een vesting: de leenman diende deze te onderhouden en ook als open huis aan de leenheer ter beschikking te stellen. De Venebrugge werd ook nog steeds als bergvrede betiteld. De voorwaarden uit 1500 waren dus nog steeds niet aangepast. 
In de 18e eeuw was de Venebrugge een groot boerderijcomplex. In 1833 brandde het woonhuis af, waarna nieuwbouw plaatsvond; de losstaande boerderij had de brand overleefd. 
Bij de publieke veiling in 1860 bestond de Venebrugge uit een woonhuis met schuur, bijgebouwen, tuin en bouwland. Ook het recht op drie zitplaatsen in de kerk van Hardenberg behoorde tot de inventaris. 

### Beschrijving
De havezate Venebrugge bestaat uit een langgerekt gebouw met een rieten dak. Boven het woongedeelte is het zadeldak iets verhoogd en bevindt het zich tussen twee topgevels. De gevelsteen geeft het jaar 1833 aan. Aan de overzijde van de weg is een houten schuur met rieten schilddak. Beide gebouwen zijn aangewezen als rijksmonument. 
Ahnem · Den Alerdinck · Arendshorst · Arkelstein · Averbergen · Beerze · Den Berg · Bergentheim · Blankena · Borgele · Boskamp · Boxbergen · Bredenhorst · Buckhorst · Campherbeek · Collendoorn · Den Dam · Dieze · Dingshof · Den Doorn · Hof te Dorth · Eerde · Egede · De Gelder · Gerner · Glinthuis · Gramsbergen · De Groote Scheere · De Grote Weede · De Haere · Haerst · Hagenvoorde · Heemse · Herxen · Hoenlo · Hofstede · 't Hogeholt · Hogenhof · 't Hoogehuis · Junne · Kranenburg · Krijtenberg · De Kuile · Het Laar · Langeveldslo · Leemcule · Luttenberg · Melenhorst · Mennigjeshave · Nijenhuis · Oosterveen · Den Ordel · De Pol · Pothof · Rande · Rechteren · Het Reelaer · Rhaan · Rollecate · Rutenberg · Schoonheten · Schuilenburg · Vechterweerd · Velner · Venebrugge · Verborg · Voorst · Vrieswijk · Werkeren · Westerveld · Windesheim · Wittenstein · Wolfshagen · Zuthem
Den Aalshorst · Den Alerdinck · Huis Almelo · Arkelstein · Averbergen · Azoelen · Backenhagen · Bellinckhof · Den Berg · Huis Bergentheim · Beugelskamp · Beverfeurde · Blankena · Hof te Boekelo · Borgbeuningen · Havezate Boskamp · Boxbergen · Havezate Brecklenkamp · Bredenhorst · Buckhorst · Campherbeek · Colckhof · Den Dam · Huis Diepenheim · Dingshof · Dubbelink · Kasteel Eerde · Egede · Havezate Elsen · Everlo · Landgoed Frieswijk · Glinthuis · Huis Gramsbergen · Grimberg · Grotenhuis · De Haere · Haerst · Hagmeule · Slot Hardenberg · Huis Heeckeren · Huis Hengelo · Herxen · Hofstede · Hogenhof · Hondeborg · Katenhorst · Kevelham · Kranenburg · De Kuile · Het Laar · Leemcule · Luttenberg · Mataram · Mennigjeshave · Nijenhuis (Diepenheim) · Nijenhuis (Olst-Wijhe) · Oldemeule · Olidam · Oosterhof · Huis te Ootmarsum · Den Ordel · Pekkedam · Pothof · Rande · Kasteel Rechteren · Het Reelaer · Rhaan · Rutenberg · Huis Saasveld · Havezate Schoonheten · Havezate Schuilenburg · Singraven · Stoevelaar · Kasteel Toutenburg · Twickel · Vechterweerd · Venebrugge · Kasteel Voorst · Warmelo · Wegdam · Weldam · Weleveld · Huis Werkeren · Westerflier · Wittenstein · Zuthem